# Polifonte (hija de Hipónoo)
En la mitología griega, Polifonte, hija de Hipónoo y de Trasa, fue una de las vírgenes del séquito de Artemisa. Despreciaba el amor, odiaba a los hombres y el matrimonio. Para evitar ser forzada a casarse, huyó a los bosques. Afrodita la castigó haciendo que se enamorase de un oso, de manera que la muchacha se apareó con el animal y tuvo dos hijos: Agrio y Oreo, de apariencia monstruosa. Otra versión dice que Zeus hubiera querido matar a los niños, pero Ares los salvó transformándolos, junto con su madre en aves de presa. En su Metamorfosis, Antonino Liberal dice que Polifonte y sus hijos practicaban el canibalismo, y como castigo se transformaron en estirge.